# The Ocean (canción de Led Zeppelin)
«The Ocean» es una canción de la banda inglesa Led Zeppelin de 1973, perteneciente al álbum Houses of the Holy. El título proviene del océano de fanes que se contempla desde el escenario, para los que se ha dedicado esta canción. Se atribuye su composición a los cuatro miembros de la banda inglesa.
Es la octava y última pista del disco, y su duración es de 4:31.
La voz que se escucha antes del inicio de la canción es la de John Bonham, diciendo "We've done four already but now we're steady, and then they went 1, 2, 3, 4!" (traducido significaría "Hemos hecho cuatro, pero ahora estamos estabilizados, y ahora se van, 1, 2, 3, 4!). Se refiere a que habían intentado grabar cuatro veces antes, pero no podían conseguirlo. Esa frase fue la que cerró una charla que mantenían los miembros del grupo.
Una de las últimas líneas de la canción, "the girl who won my heart..." (la chica que ganó mi corazón), se refiere a la hija del vocalista Robert Plant, Carmen Jane, que tenía tres años cuando grabaron la canción.

## Otras versiones
- Jason Bonham, hijo del baterista de Led Zeppelin John Bonham, incluyó la canción en su álbum de 1997 "In the Name of My Father - The Zepset".
- La banda Zebra incluyó la canción en su álbum en vivo de 1990, titulado Live.
- Stone Temple Pilots realizó covers en vivo de la canción durante su gira en 2008.